# Дребнозъба циклотона
Дребнозъбите циклотони (Cyclothone microdon) са вид актиноптери от семейство Гоностомови (Gonostomatidae).
Те са незастрашен вид.
Таксонът е описан за пръв път от Алберт Гюнтер през 1878 година.

## Подвидове
- Cyclothone microdon pygmaea